# Gökgöz (Kozan)
Gökgöz ist ein Ortsteil (Mahalle) im Landkreis Kozan der türkischen Provinz Adana mit 245 Einwohnern (Stand: Ende 2024). Im Jahr 2011 zählte Gökgöz 233 Einwohner.